# Twierdzenie Chinczyna
Twierdzenie Wienera-Chinczyna (twierdzenie Chinczyna-Wienera) głosi, że widmowa gęstość mocy słabo stacjonarnego procesu jest transformatą Fouriera odpowiadającej procesowi funkcji autokorelacji.
W przypadku ciągłym:
{\displaystyle S_{xx}(f)=\int _{-\infty }^{\infty }r_{xx}(\tau )e^{-j2\pi f\tau }\ d\tau ,}
gdzie:
{\displaystyle r_{xx}(\tau )=\operatorname {E} {\big [}\,x(t)x^{*}(t-\tau )\,{\big ]}}
jest funkcją autokorelacji wyrażoną przez statystyczną wartość oczekiwaną, oraz gdzie
{\displaystyle S_{xx}(f)}
oznacza widmową gęstość mocy procesu {\displaystyle x(t).}
Symbol gwiazdki oznacza sprzężenie zespolone, może zostać pominięty dla procesu losowego o wartościach rzeczywistych.
Przypadek dyskretny:
{\displaystyle S_{xx}(f)=\sum _{k=-\infty }^{\infty }r_{xx}[k]e^{-j2\pi kf},}
gdzie:
{\displaystyle r_{xx}[k]=\operatorname {E} {\big [}\,x[n]x^{*}[n-k]\,{\big ]}}
oraz
{\displaystyle S_{xx}(f)}
jest widmową gęstością mocy {\displaystyle x[n].} Jest w tym przypadku funkcją okresową w dziedzinie częstotliwości.

## Zastosowania
Twierdzenie wykorzystywane jest w analizie liniowych układów niezależnych od czasu. Pozwala na badanie układu, gdy sygnał wejściowy nie jest całkowalny z kwadratem i nie posiada transformaty Fouriera.